# Jan XIX.
Jan XIX., rodným jménem Romanus, pocházel stejně jako bratr, Benedikt VIII., z rodu hrabat tusculských. I když byl laik, přijal všechny svátosti během jednoho dne i přes odpor kardinálů. (Zde však šlo o prestiž rodu Tusculů.) Ovšem, protože byl laik, jeho jméno se nikde v církevních spisech neobjevuje. Zemřel v listopadu roku 1032.

## Odkazy

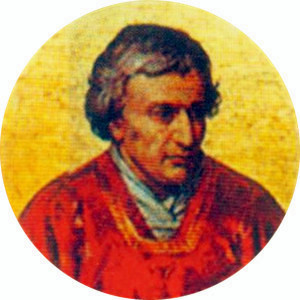
Portrét papeže Jana XIX. v bazilice sv. Pavla za hradbami